# Departamento Quetzaltenango
Quetzaltenango ist eines von 22 Departamentos in Guatemala und liegt im Südwesten des Landes (Region VI). Es erstreckt sich auf 1.951 km² und hat etwa 882.600 Einwohner. Hauptstadt ist die gleichnamige Stadt Quetzaltenango.
Das Departamento Quetzaltenango grenzt im Norden an das Departamento Huehuetenango, im Osten an Totonicapán und Sololá, im Süden an Suchitepéquez und Retalhuleu, im Westen an San Marcos.

## Landesnatur
Der Norden und die Mitte des Departamentos liegen im Hochland der Sierra Madre, im Südwesten reicht es bis ins pazifische Tiefland herunter, ohne jedoch Zugang zur Küste zu haben. Die Hauptstadt Quetzaltenango liegt in der Mitte des Departamentos in einem großen Talkessel, der sich von Olintepeque im Westen bis nach Totonicapán im Osten auf einer Höhe von etwa 2400 m auf fast 30 km Länge erstreckt. Umgeben wird es von etlichen Bergen, im Südwesten von den Vulkanen Santa María mit dem Santiaguito (3772 m), Cerro Quemado (3027 m), Siete Orejas (3370 m), Chicabal (2900 m) und Lacandón (2747 m). Von der unter Naturschutz stehenden Vulkankette fällt das sehr fruchtbare, von mehreren Flüssen durchzogene Land sanft zur Pazifikküste ab. Die Hochebene durchquert der Río Samalá, der bei Zunil seinen Weg zum Pazifik findet und im weiteren Verlauf das Departamento Retalhuleu durchquert. Die Gegend von Zunil, am südöstlichen Rand der Hochebene, ist für ihre zahlreichen Thermalquellen bekannt. Das Klima ist im Hochland gemäßigt bis kalt; die Temperaturen können in der Trockenzeit, insbesondere im Dezember und Januar, unter den Gefrierpunkt fallen. Im bis auf etwa 350 m herabreichenden Südwesten ist es tropisch heiß, in der Regenzeit (Mai bis Oktober) kommt noch eine hohe Luftfeuchtigkeit dazu. Sowohl der Bergwald im Hochland, als auch der subtropische und tropische Feuchtwald im Südwesten wurden teilweise rücksichtslos abgeholzt, um Platz für die Landwirtschaft zu schaffen, mit entsprechend negativen Auswirkungen auf die ehemals reichhaltige Tierwelt. Seit einigen Jahren versucht die Regierung, dieser Entwicklung durch die Einrichtung von Naturschutzgebieten Einhalt zu gebieten.

## Bevölkerung
Die etwa 740.000 Einwohner des Departamentos konzentrieren sich im Hochland in und um Quetzaltenango, der Südwesten und vor allem der Norden sind weniger dicht besiedelt. In der Hauptstadt leben etwa 150.000 Menschen. Rund 60 % der Bevölkerung des Departamentos sind indigener Abstammung, der übrige Teil sind Ladinos mit europäischen und auch deutschen Vorfahren. Neben der spanischen Kolonialsprache werden die Maya-Sprachen Quiché und Mam gesprochen:
- Quiché in den Orten Quetzaltenango, Almolonga, Cantel, El Palmar, La Esperanza, Olintepeque, Salcajá, San Carlos Sija, San Francisco La Unión, San Mateo, Sibilia und Zunil.

- Mam in den Orten Cabricán, Cajolá, Coatepeque, Colomba, Concepción Chiquirichapa, Flores Costa Cuca, Génova, Huitán, Palestina de Los Altos, San Juan Ostuncalco, San Martín Sacatepéquez und San Miguel Sigüilá.

Das Departamento unterteilt sich in insgesamt 24 Municipios (Großgemeinden oder auch Landkreise):
| Almolonga                | Cabricán                |
| Cajolá                   | Cantel                  |
| Coatepeque               | Colomba                 |
| Concepción Chiquirichapa | El Palmar               |
| Flores Costa Cuca        | Génova                  |
| Huitán                   | La Esperanza            |
| Olintepeque              | Ostuncalco              |
| Palestina de Los Altos   | Quetzaltenango          |
| Salcajá                  | San Carlos Sija         |
| San Francisco La Unión   | San Martín Sacatepéquez |
| San Mateo                | San Miguel Sigüilá      |
| Sibilia                  | Zunil                   |

Die Municipios sind eigenständige Gebietskörperschaften mit gewählten Bürgermeistern und Volksvertretungen und untergliedern sich in Aldeas und Pueblos (Landgemeinden) sowie in Caseríos, Parajes, Fincas, Rancherías (Weiler und Höfe). Dem Departamento als staatlichem Verwaltungsbezirk steht ein von der Zentralregierung entsandter Gouverneur vor.
Quetzaltenango ist zwar ländlich geprägt, betrachtet sich jedoch als kulturelles Zentrum des südwestlichen Hochlandes. Europäische Einflüsse zeigen sich unter anderem in der neoklassizistischen Architektur in den größeren Orten. Quetzaltenango sah sich lange als Konkurrent von Guatemala-Stadt um die politische und intellektuelle Vorherrschaft im Land und war im 19. Jahrhundert ein Zentrum des Separatismus. Hin und wieder ist dieses historische Erbe auch heute noch zu spüren.

## Wirtschaft und Verkehr
Die Landwirtschaft wird von den fruchtbaren Vulkanböden begünstigt. Angebaut werden Mais, Weizen, verschiedene Obst- und Gemüsearten, sowie Kaffee und Zuckerrohr. Kleinere Industrie- und Handwerksbetriebe stellen Erzeugnisse aus Holz, Glas und Leder her und produzieren Nahrungsmittel und Spirituosen. Daneben gibt es eine aufstrebende Bauindustrie. Bedeutend ist der Dienstleistungssektor, zunehmend auch der Tourismus. Neben Antigua Guatemala ist auch Quetzaltenango für seine Sprachschulen bekannt, an denen vorwiegend Nordamerikaner und Europäer Spanisch lernen.
Über die Nationalstraßen 1 und 9 ist Quetzaltenango gut mit den Nachbardepartamentos Totonicapán und Retalhuleu verbunden, durch welche die Interamericana im Hochland beziehungsweise die Pazifikfernstraße CA 2 im Tiefland führen. Auf beiden Wegen gelangt man ins etwa 200 km ostsüdöstlich gelegenen Guatemala-Stadt. Gut ausgebaut ist das Straßennetz auf der Hochebene, weniger gut im Südwesten, eher schlecht im dünn besiedelten Norden. Die 1930 eingeweihte Eisenbahnverbindung von Quetzaltenango nach Retalhuleu (Ferrocarril de Los Altos) war nur wenige Jahre in Betrieb. An die technisch sehr anspruchsvolle Bahnstrecke, die wegen Erdrutschen und aus wirtschaftlichen Gründen aufgegeben werden musste, erinnert das Eisenbahnmuseum in Quetzaltenango (Museo del Ferrocarril de Los Altos). Die Stadt hat einen kleinen, unlängst modernisierten Verkehrsflughafen.

## Geschichte

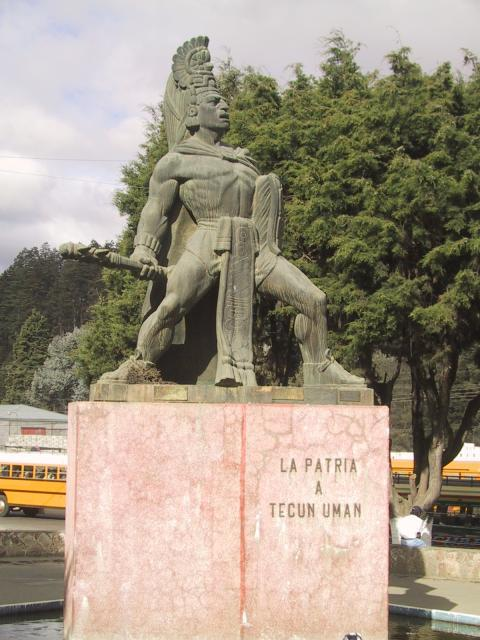
Guatemalas Nationalheld Tecún Umán

Flagge von Los Altos

Das Gebiet des heutigen Departamentos Quetzaltenango wurde lange Zeit vor der Ankunft der Spanier von Mam besiedelt. Die im 15. Jahrhundert aus dem Osten vorrückenden Quiché verdrängten die Mam in den Nordwesten, wo sie sich auch heute noch konzentrieren. Anfang des 16. Jahrhunderts war die Hochebene von Quetzaltenango dicht besiedelt. Den spanischen Eroberern unter Pedro de Alvarado leisteten die Quiché hier erbitterten Widerstand. Am 20. Februar 1524 kam es am Río Xequijel („Blutfluss“) bei Olintepeque zur Entscheidungsschlacht, in der die Quiché unterlagen. Ihr legendärer Anführer Tecún Umán soll hier gefallen sein. Am östlichen Stadtrand von Quetzaltenango kann man heute ein Denkmal besichtigen, das ihm zu Ehren errichtet wurde. Die Quiché nannten die Stadt Xelajú (wahrscheinlich „unter den 10 Bergen“), wovon sich die noch heute gebräuchliche Kurzbezeichnung „Xela“ ableitet. Die Spanier gaben ihr am 15. Mai 1524 (Pfingsten) den Namen Quetzaltenango, also Quetzal-Ort. Die Eroberung der strategisch wichtigen Gegend ermöglichte den Spaniern die Kontrolle des gesamten südwestlichen Hochlandes.
Während der Kolonialzeit mit seinem Encomiendasystem entstanden an Stelle der Quiché-Siedlungen planmäßig gebaute Dörfer im spanischen Kolonialstil, darunter Quetzaltenango, das sich bald zum regionalen Handelszentrum entwickelte, jedoch erst 1825 Stadtrechte erhielt. Nach der Unabhängigkeit von Spanien zeigte sich die Bevölkerung in der Gegend der heutigen Departamentos Quetzaltenango, Totonicapán, San Marcos und in Teilen von Sololá, Huehuetenango, Quiché, Retalhulehu und Suchitepéquez unzufrieden mit der autoritären Politik der Zentralregierung in Guatemala-Stadt. Aus Protest gegen staatliche Willkür und zur besseren Vertretung ihrer Interessen bildeten sie am 2. Februar 1838 die República del Sexto Estado de Los Altos, den so genannten sechsten Staat der Zentralamerikanischen Konföderation. Der neue Staat wurde in Quetzaltenango ausgerufen, wo sich auch die provisorische Regierung konstituierte. Anfang 1840 setzte General Rafael Carrera diesem Staat mit militärischen Mitteln ein Ende. Zahlreiche politische Führer und Beamte von Los Altos wurden hingerichtet. Bis 1849 gab es in Quetzaltenango einige weitere Abspaltungsversuche, die jedoch allesamt scheiterten. Die Regierung in Guatemala-Stadt richtete das gleichnamige Departamento am 16. September 1845 ein. Am 9. Januar 1885 erhielt es auf Anordnung der Regierung in Guatemala-Stadt vom Nachbardepartamento San Marcos das Municipio Coatepeque im südwestlichen Tiefland.
Ende des 19. Jahrhunderts trugen Einwanderer aus Deutschland, Österreich und Italien zur wirtschaftlichen Weiterentwicklung des Departamentos bei, oft jedoch auch durch hemmungslose Ausnutzung der indigenen Arbeitskräfte. Im Jahr 1902 setzte ein verheerender Ausbruch des Vulkans Santa María dem jahrzehntelangen Bestreben Quetzaltenangos ein Ende, Guatemala-Stadt wirtschaftlich und kulturell zu übertreffen.